# 四聚体

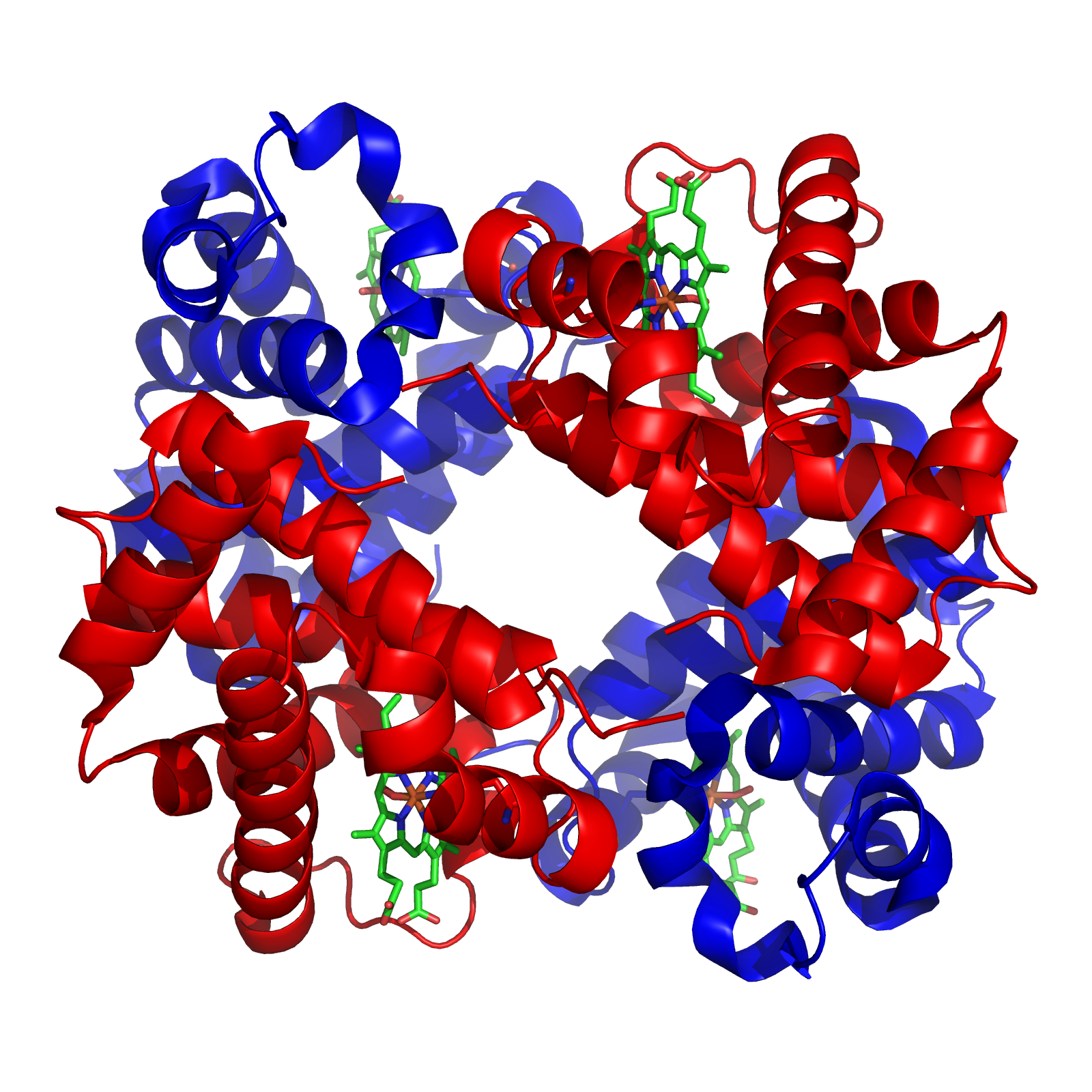
血红蛋白，一种四聚体的结构，由四个蛋白质亚基组成。这种蛋白质的α 和β亚基分别以红和蓝表示。

四聚体是一类低聚体，由四个单体或蛋白质亚基组成。四聚体的例子有甲醇钛，实验式 Ti(OCH3)4，会四聚成化学式 Ti4(OCH3)16的四聚体。另一个四聚体的例子是白藜芦醇四聚体，由四个白藜芦醇组成。